# Base sommergibili di La Rochelle
La base sommergibili di La Rochelle, o anche base sommergibili de La Pallice (La Pallice è un quartiere a ovest di La Rochelle) è un immenso rifugio corazzato per U-Boot, costruito durante la seconda guerra mondiale.
Costruita tra il 1941 e il 1943 dalla Germania nazista durante l'occupazione, fu una delle cinque basi navali per U-Boot, che la Kriegsmarine costruì in Francia durante la seconda guerra mondiale ed era destinata a base della 3. Unterseebootsflottille (dal tedesco: "3ª flottiglia di sommergibili") di U-Boot della Kriegsmarine, nel quadro del dispositivo difensivo del vallo Atlantico.

## Descrizione

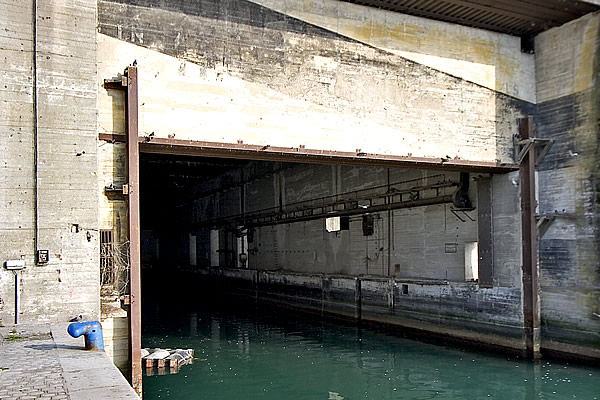
L'ingresso a una cavità del bacino

La costruzione della base per sommergibili di La Pallice, oggi integrata nel Gran porto marittimo di La Rochelle, ebbe inizio nell'aprile 1941. Progetto e realizzazione furono affidati all'organizzazione Todt. Il cantiere, che iniziava all'estremità orientale del bacino all'altezza dei frangenti del porto di La Pallice, impiegava 2143 lavoratori: 632 operai e 1172 manovali, la maggior parte dei quali erano lavoratori coatti del Servizio di lavoro obbligatorio francese (STO) ai quali si aggiunsero 290 operai e 49 manovali dell'organizzazione Todt. Le condizioni di lavoro erano particolarmente penose, i lavori proseguivano giorno e notte per essere completati nel 1943.
Il bunker, che occupava una superficie di 3,5 ettari, misurava 197 metri di lunghezza, per 175 metri di larghezza e un'altezza tra i 21,30 e i 22,30 metri. I suoi muri avevano uno spessore dai 2 ai 3,5 metri. La sua copertura era composta da due lastre in cemento fortemente armato di 3,50 metri di spessore cadauna, separate fra loro da una "camera di scoppio" chiamata Fangrost, che aveva la funzione anti-deflagrazione. L'insieme occupava un volume di 425000 m3 di cemento armato, costituito di 10 darsene protette da porte blindate, destinate a ospitare altrettanti U-Boot. Un ingresso fortificato con gli stessi criteri della base, fu costruito parallelamente all'ingresso preesistente, con lo scopo di proteggere gli scafi dai bombardamenti durante il loro accesso al bacino di galleggiamento. Numerose casematte erano distribuite sul sito, con funzioni di centrali elettriche, serbatoi di carburante, depositi di munizioni, o semplicemente come opere di difesa attiva.

## Utilizzo

### Seconda guerra mondiale
La 3ª flottiglia di sottomarini, creata nel 1937 a Kiel e ricostituita nel marzo 1941, sotto il comando del capitano di corvetta Hans-Rudolf Rösing, fu assegnata alla base di La Rochelle a partire dal 1º novembre 1941. La Frontflottille, o «flottiglia di combattimento» si installò rapidamente. Il 19 novembre 1941, l'U-82 del Tenente di Vascello (Kapitänleutnant) Siegfried Rollmann giunse nella base. Il 16 dicembre 1941, l'U-332 del Kapitänleutnant Heinrich Liebe giunse a sua volta, seguito dall'U-432 del comandante Heinz-Otto Schulze, il 24 dicembre 1941.
L'U-333 del comandante Cremer fu assegnato a questa flottiglia, dal 1º gennaio 1942 al 31 luglio 1944, data del suo naufragio nel Nordatlantico.
Gli U-Boot erano impegnati nella battaglia dell'Atlantico condotta contro gli Alleati e la base di La Pallice serviva come punto di partenza, o di ritorno per i più fortunati, per numerose operazioni. Inoltre, numerosi sottomarini della 3ª flottiglia dovevano fare scalo a La Pallice nel corso delle loro missioni. È questo in particolafre il caso del sottomarino U-196, comandato dal comandante Eitel-Friedrich Kentrat il 16 marzo 1944.
Dal 9 al 19 agosto 1944 2500 tonnellate di bombe furono sganciate sull'U-Bunker. Una trentina di bombe raggiunsero il loro bersaglio, in particolare due Tallboy che colpirono la darsena n. 10. La 3ª flottiglia fu allora trasferita in Norvegia. Dichiarata Festung (fortezza) da Hitler, la base fu occupata dall'esercito tedesco fino alla fine della guerra.
Dopo la resa del vice ammiraglio Ernst Schirlitz, la Marine nationale francese poté prendere possesso di una base per sottomarini intatta e ben conservata. Dopo la guerra, nel 1947, l'U-766 dell'Oberleutnant zur See Wilke, catturato l'8 agosto 1945, fu riarmato dalla Marine nationale, sotto il nome di Laubie.

### Dopoguerra
La base, ove si trovava un laboratorio del servizio locale delle costruzioni e armi navali, fu occupata dalla Marine nationale.
Nel 1981, il sito fu utilizzato dal cinema, fungendo da sfondo al film tedesco Das Boot e per alcune scene del film americano I predatori dell'arca perduta.
Dopo parecchi anni l'edificio fu sigillato da tutte le parti per impedire intrusioni e mettere al sicuro il settore, alcune parti del quale sono pericolanti.
Le fondamenta sono state corrose dal mare e i danni provocati durante la guerra, in particolare il bombardamento inglese con Tallboy che fratturò il cemento, hanno reso fragile la struttura: la pioggia si è infiltrata e ha corroso i tondini di ferro dell'armatura del cemento armato. Infine, essendo entrato il 1º gennaio 2006 nello spazio del Grande porto marittimo di La Rochelle, al sito è stato totalmente vietato l'accesso alle persone non legate all'attività portuale.
Nel novembre 2017, la base è servita nuovamente di sfondo a una produzione audiovisiva: la serie televisiva tedesca Das Boot. Inoltre vi è ambientata la parte finale del romanzo di Jean-Christophe Grangé, Le passager, edito nel 2011.